# Teodora Rouppertowa

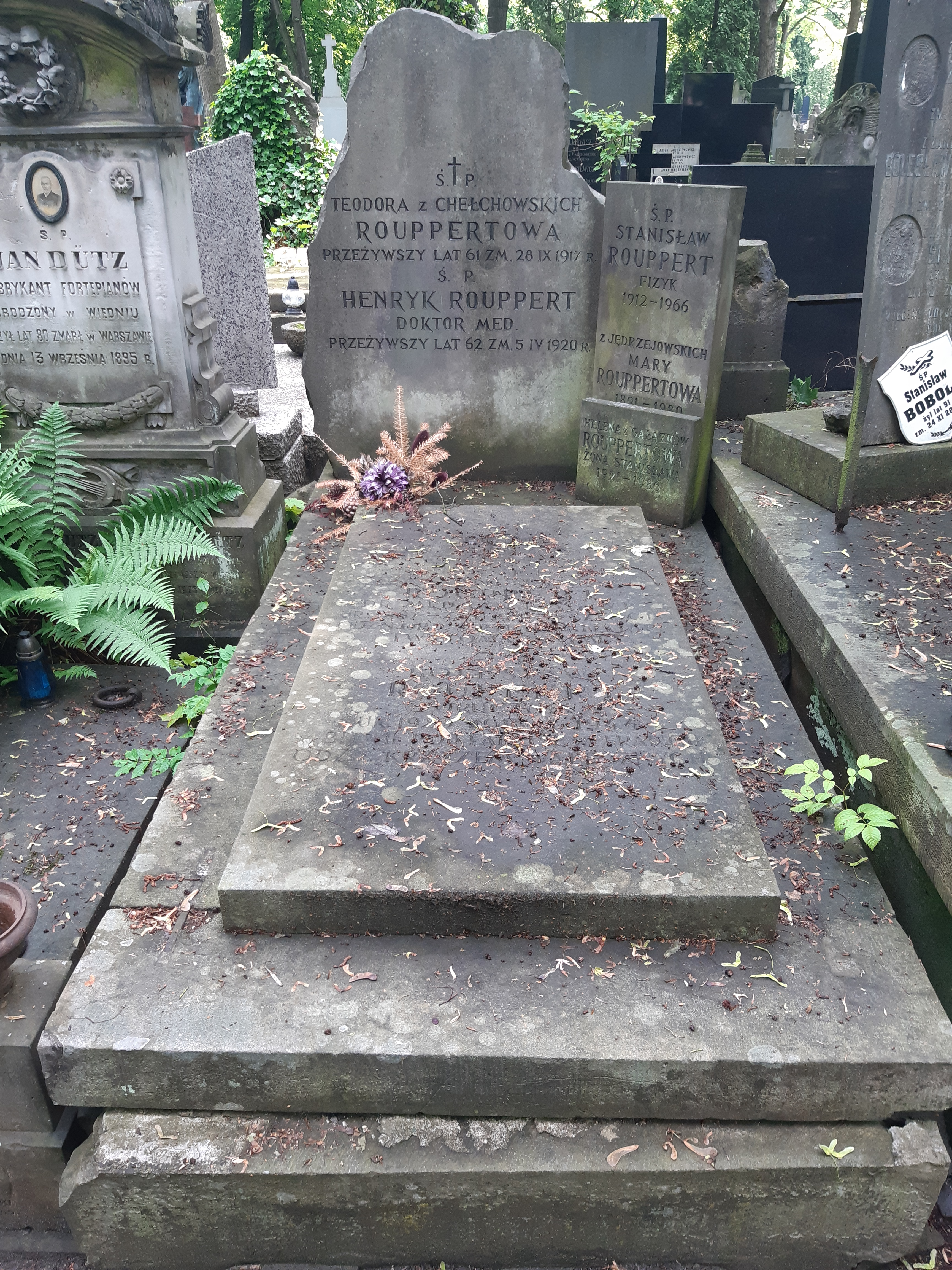
Grób Teodory Rouppertowej na Cmentarzu Powązkowskim w Warszawie

Teodora Helena Rouppertowa (Ruppertowa) (ur. 29 lutego 1856 w Chełchach Iłowych, zm. 28 listopada 1917 w Warszawie) – polska działaczka społeczna, publicystka, badaczka kultury drobnej szlachty mazowieckiej.

## Życiorys
Po ukończeniu pensji Jadwigi Sikorskiej w Warszawie osiadła w Chojnowie. Przez 8 lat pomagała matce w prowadzeniu majątku. Prowadziła nauczanie domowe młodszego rodzeństwa (na pewno Jadwigi) oraz tajne nauczanie wśród służby i włościan. Interesowała się warunkami życia i obyczajami włościan.
Próbowała swych sił w publicystyce i etnografii. W 1888 opublikowała w „Wiśle” artykuł O szlachcie drobnej (inaczej cząstkowej), ważne świadectwo o wsi drobnoszlacheckiej północnego Mazowsza II połowy XIX wieku. Prowadziła bdania głównie na terenie parafii Czernice Borowe i Grudusk, opisując gospodarowanie w majątkach szlachty cząstkowej, siedliska drobnoszlacheckie, wyposażenie domów, stroje, religijność, moralność, życie codzienne i zwyczaje doroczne szlachty. Interesowały ją nazwy miejscowe oraz imiona w rodzinach drobnoszlacheckich. Prowadziła badania na Kujawach.
Od 1989 była członkinią Wydziału Higieny Ludowej Warszawskiego Towarzystwa Higienicznego, którym kierował jej brat Kazimierz. W 1902 wystąpiła z odczytem na posiedzeniu towarzystwa.
Działalność filantropijną w duchu pozytywizmu prowadziła w Aleksandrowie Pogranicznym (dziś Aleksandrów Kujawski), gdzie zamieszkała w związku z pracą męża. W 1902 została członkinią Towarzystwa Wspomagania Ubogich w Aleksandrowie Pogranicznym (prezesem był jej mąż). Sprawowała obowiązki głównej opiekunki miejscowej ochronki. Wspierała szkołę żeńską w Kruszynku prowadzoną przez Jadwigę Dziubińską.
Należała do Polskiego Towarzystwa Krajoznawczego. Wsparła budowę Domu Krajoznawczego w Warszawie. Zbierała rośliny do zielnika flory polskiego przygotowywanego przez Mariana Raciborskiego.
W związku z wybuchem I wojny światowej wraz z rodziną przeniosła się do Warszawy. Zmarła po krótkiej chorobie. Została pochowana w grobie rodzinnym na cmentarzu Powązkowskim (kwatera 66, rząd 4, miejsce 22).

## Życie prywatne
Była córką Teodora Chełchowskiego herbu Lubicz (1825–1891) oraz Julii z Obrębskich (1829–1898). Ojciec pochodził z drobnej szlachty mazowieckiej, ale awansował do ziemiaństwa, gdy nabył majątek Chojnowo w powiecie przasnyskim. Wśród okolicznych ziemian wyróżniał się wiedzą rolniczą. Był prezesem Zakładów Dobroczynnych Powiatu Przasnyskiego.
Chełchowska miała siostry: właścicielkę ziemską Marię Franciszkę Śniechowską (1854–1905) i działaczkę społeczną i publicystkę Jadwigę Milewską (1868–1943), a także braci: lekarza Kazimierza (1858–1917) oraz przyrodnika, etnografa i działacza społecznego Stanisława (1866–1907).
W 1884 Teodora Chełchowska wyszła za mąż za Henryka Roupperta (1858–1920), asystenta kliniki wewnętrznej Uniwersytetu Warszawskiego, później lekarza kolejowego w Aleksandrowie Pogranicznym i dyrektora Letniego Szpitala Św. Tadeusza w Ciechocinku. Rouppertowie wywodzili się ze starej francuskiej szlachty, która w XVIII wieku osiadła w Niemczech, a potem też w Polsce.
Starszy syn pary, Kazimierz Rouppert (1885–1963), był profesorem botaniki Uniwersytetu Jagiellońskiego. Młodszy syn Stanisław (1887–1945) był chirurgiem i generałem Wojska Polskiego, należał do bliskich współpracowników marszałka Józefa Piłsudskiego. Rouppertowie mieli też córkę Wandę (1890–1962), która wyszła za Eugeniusza Piestrzyńskiego.